# Rebecca Sieff
Rebecca Sieff, född 1890, död 1966, var en israelisk feminist och aktivist. 
Hon medgrundare av och den första ordföranden för Women's International Zionist Organization 1920-1963. 